# Simfonia núm. 2 (Skriabin)
La Simfonia núm. 2 en do menor, op. 29, va ser composta per Aleksandr Skriabin el 1901 i es va representar per primera vegada a Sant Petersburg amb Anatoli Liàdov el 12 de gener de 1902.

## Estructura
La segona simfonia és la més estructuralment convencional de totes les simfonies de Skriabin. Tanmateix, presenta una àmplia transformació temàtica que estableix un enllaç cíclic entre els seus moviments. L'ombrívol tema inicial del primer moviment es desenvolupa en un himne triomfal que funciona com a tema principal del finale.

La simfonia consta de cinc moviments, tot i que els dos primers i els dos últims estan connectats entre si sense interrupció:
1. Andante (do menor)
2. Allegro (mi bemoll major)
3. Andante (si major)
4. Tempestoso (fa menor)
5. Maestoso (do major)

## Recepció
Quan Vassili Safónov va dirigir per primera vegada la Segona Simfonia de Skriabin (que va fer a Moscou entre 1902 i 1903), va agitar la partitura a l'orquestra i va dir: "Aquí teniu la nova Bíblia, senyors..."